# Lespesia marginalis
Lespesia marginalis är en tvåvingeart som först beskrevs av Aldrich och Herbert John Webber 1924.  Lespesia marginalis ingår i släktet Lespesia och familjen parasitflugor.
Artens utbredningsområde är Texas. Inga underarter finns listade i Catalogue of Life.